# 원철희

원철희(元喆喜, 1938년~)는 대한민국의 정치인, 기업인이다. 제16대 국회의원을 지냈다.
충남 아산에서 태어났다. 서울대 법대를 졸업한 뒤 농협중앙회 비서실장, 대통령비서실 농림수산 비서관, 농협중앙회 상임이사를 지냈다. 1994년부터 1999년까지 농업협동조합중앙회 회장을 지냈다. 자민련 소속으로 제16대 국회의원을 지냈다.
2003년 6월 13일 농식품신유통연구원 이사장에 취임하였으며, 2024년 7월 기준 이사장 재임 중이다.

## 기타
- 2002년 10월 서울고법 파기환송심에서 농협회장 재직시 업무추진비 등으로 비자금을 조성한 혐의로 징역 1년6월에 집행유예 2년을 선고받았다.[2]

## 역대 선거 결과
|  | 37.55% |

|  | 11.48% |

## 같이 보기
- 아산시 (선거구)
- 아산시의 국회의원